# Ludwig Schreiner (Kunsthistoriker)
Ludwig Schreiner (* 3. April 1928 in Berlin; † 1984) war ein deutscher Kunsthistoriker.

## Leben
Ludwig Schreiner war einer von vier Söhnen des Ende der 1920er Jahre in Berlin tätigen Theologen Helmuth Schreiner und der Sportlehrerin Anna, geborene Palmer.
Er studierte an der Universität Münster, an der er 1958 mit einer Dissertation zum Thema Die Plastik der Style Plantagenet zwischen 1170 und 1240, mit besonderer Berücksichtigung der Schlußsteinzyklen promoviert wurde. Zum 1. Mai 1960 erhielt er eine Stelle in der Denkmalpflege am Kultusministerium in Düsseldorf, wechselt jedoch schon zum 1. August 1960 als Assistent an das Landesmuseum Oldenburg. Zum 1. April 1964 wurde er Oberkustos an der Landesgalerie Hannover. Am 13. Dezember 1968 erfolgte seine Habilitation an der TU Hannover, dort wurde er am 28. März 1974 zum außerplanmäßigen Professor ernannt. Zum 29. Februar 1980 wurde er Hauptkonservator und Ministerialrat im Niedersächsischen Ministerium für Wissenschaft und Kunst.

## Schriften (Auswahl)
- Europäisches Kunsthandwerk. Ausstellungskatalog, Inventarverzeichnis von Ludwig Schreiner. Landesmuseum für Kunst und Kulturgeschichte, Oldenburg 1961
- Die frühgotische Plastik Südwestfrankreichs. Studien zum Style Plantagenet zwischen 1170 und 1240 mit besonderer Berücksichtigung der Schlusssteinzyklen. Böhlau, Köln/Graz 1963 (Inhaltsverzeichnis; zugleich Dissertation an der Universität Münster).
- Carl Rahls Entwürfe für den Tanzsaal im Oldenburger Palais. Studien zur Malerei in Oldenburg II: 19. Jahrhundert. In: Berichte der Oldenburgischen Museumsgesellschaft. Bd. 6, 1964, S. 6–17.
- Leibniz im Bilde seiner Zeit. In: Leibniz. Sein Leben, sein Wirken, seine Welt. Verlag für Literatur und Zeitgeschehen, Hannover 1966, S. 65–82.
- Schloss Rastede bei Oldenburg. Planung und Baugeschichte. In: Niederdeutsche Beiträge zur Kunstgeschichte Bd. 6, 1967, S. 223–296
- Karl Friedrich Schinkels Entwürfe zum Hermannsdenkmal und die Bandelsche Vorplanung. In: Niederdeutsche Beiträge zur Kunstgeschichte Bd. 7, 1968,S. 205–218
- Fritz Stuckenberg, 1881–1944. Ein Maler des „Sturm“ und der „Novembergruppe“. In: Niederdeutsche Beiträge zur Kunstgeschichte Bd. 7, 1968, S. 247–282
- Karl Friedrich Schinkel und die erste westfälische Denkmäler-Inventarisation. Ein Beitrag zur Geschichte der Denkmalpflege Westfalens. Festgabe zum 75jährigen Bestehen der Denkmalpflege in Westfalen 1968. Bitter, Recklinghausen 1968.
- Westfalen (= Karl Friedrich Schinkel Lebenswerk Bd. 13). Deutscher Kunstverlag, Berlin/München 1969.
- Die Gemälde des neunzehnten und zwanzigsten Jahrhunderts in der Niedersächsischen Landesgalerie Hannover (= Kataloge der Niedersächsischen Landesgalerie Hannover Bd. 3). Bruckmann, München 1973, ISBN 3-7654-1536-7 (Teil 1: Textband; Teil 2: Bildband).	
  - Neu bearbeitet und ergänzt von Regine Timm. Niedersächsisches Landesmuseum, Hannover 1990, ISBN 3-9800869-4-1 (Teil 1: Textband; Teil 2: Bildband).
- Künstler sehen Niedersachsen. 80 zeitgenössische Künstler (= Künstler sehen deutsche Städte und Landschaften). Herausgegeben zusammen mit Ehrhardt Heinold. Weidlich/Umschau-Verlag (in Kommission), Frankfurt am Main 1978, ISBN 3-8035-8358-6, (Inhaltsverzeichnis).
- Hans-Ulrich Buchwald. Holz- und Linolschnitte. Mit einer Einführung in die Druckgrafik von Ludwig Schreiner und einem Beitrag von Rudolf Lange. Arte factum Verlagsgesellschaft, Nürnberg 1987.